# Ignotus

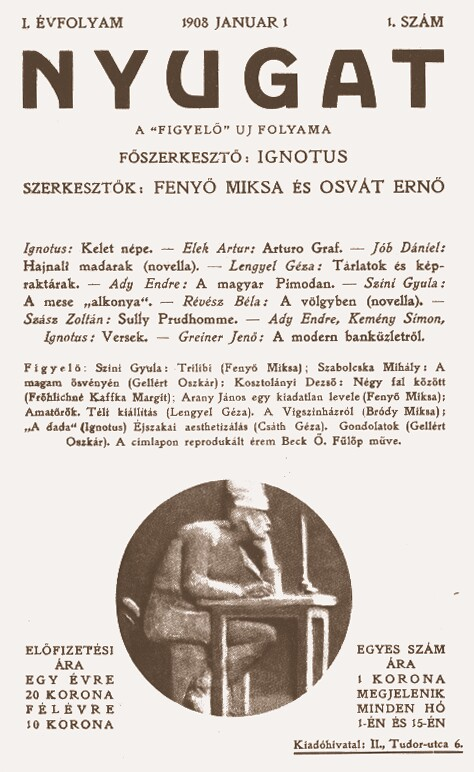
Erste Ausgabe Nyugat 1908. Ignotus als Chefredakteur

Ignotus (lateinisch für „ein Unbekannter“), eigentlich Hugó Veigelsberg (geboren am 2. November 1869 in Pest, Österreich-Ungarn; gestorben am 3. August 1949 in Budapest), war ein ungarischer Publizist, Literaturkritiker, Dichter und Schriftsteller.

## Leben
Hugó Veigelsberg wuchs in einer deutschsprachigen jüdischen Familie auf. Sein Vater Leó Veigelsberg war Chefredakteur des Pester Lloyd, sein Sohn Pál Ignotus (1901–1978) wurde ein bedeutender Schriftsteller und Essayist.
Ignotus promovierte in Recht an der Budapester Universität, dann wurde er Journalist. Ab dem Jahr 1891 war er Mitarbeiter der Zeitschrift A Hét, wo er 1893 eine Rezeptsammlung startete, die im Buch Emma asszony szakácskönyve – A Hét szakácskönyve erschien. 1902 ging er zur Tageszeitung Magyar Hírlap. In diesen Jahren bereiste er Deutschland, die Türkei, den Balkan und die USA. 1906 war er einer der Mitgründer der Zeitschrift Szerda.
1908 gründete er mit Ernő Osvát und Miksa Fenyő die Literaturzeitschrift Nyugat und war in den Jahren 1908 bis 1929 ihr Chefredakteur. Als Erster hat er die Originalität von Endre Ady begriffen (1906) und auf die Werte des Werkes von Mihály Babits hingewiesen (1908). Ignotus war begeistert von Zsigmond Móricz, 1915 war er Entdecker von Józsi Jenő Tersánszky. Ignotus wurde nach dem Tod von Pál Gyulai 1909 der ungarische „Literaturpapst“. Im Revolutionsjahr 1919 ging er nach Wien, von wo er seine journalistische Tätigkeit fortsetzte. Er war auch einer der Ersten, die auf den Dichter Attila József aufmerksam gemacht haben (1926). Nach dem Tod von Ernő Osvát im Jahr 1929 wurde auch sein Name von der Titelseite des Nyugat gestrichen, was einen persönlichen und schweren Streit mit Babits verursachte.
Ignotus flüchtete 1938 von Wien über Budapest nach London und ging 1941 in die USA. 1948 kehrte er todkrank nach Ungarn zurück.

## Werke

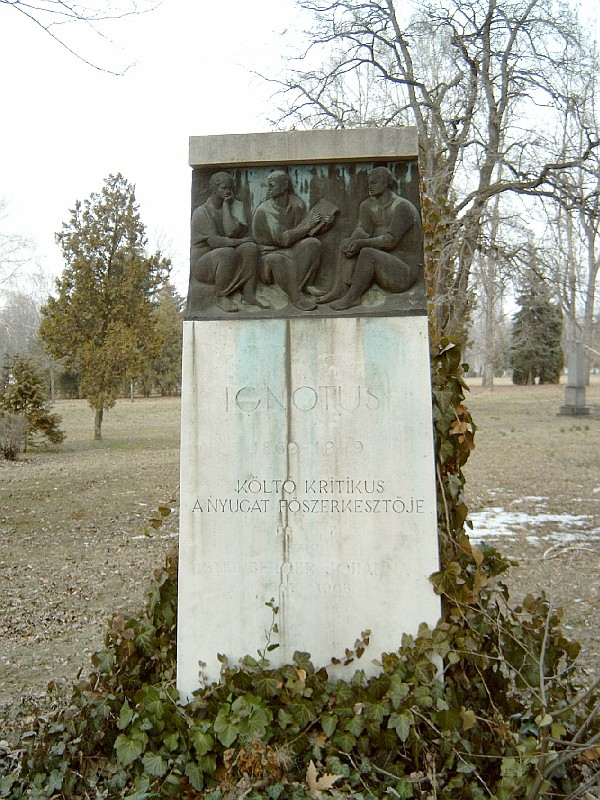
Grab von Ignotus auf dem Kerepesi temető in Budapest. Bildhauerarbeit von István Martsa.